# Bobrowniki (Damnica)

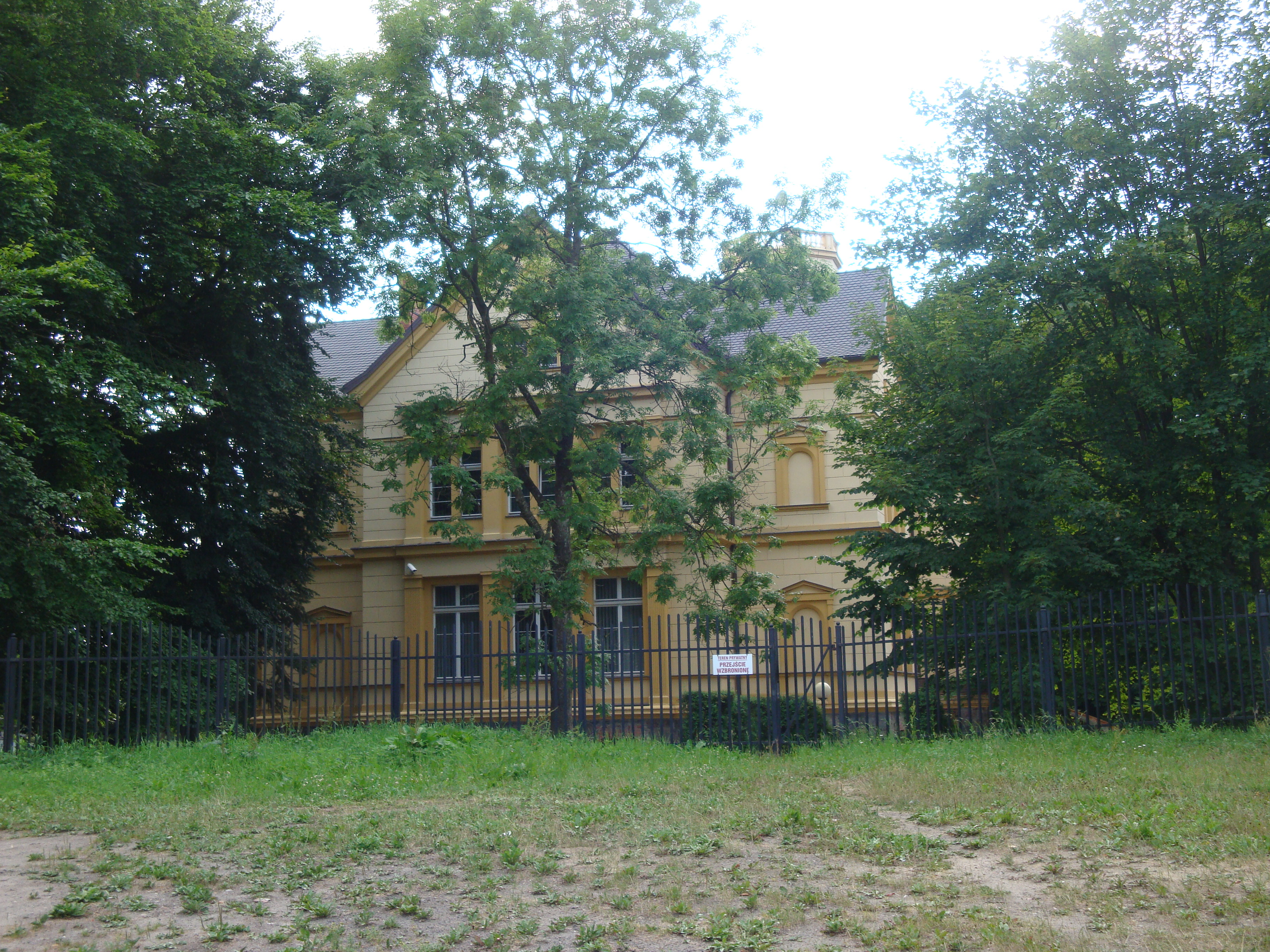
Unter Denkmalschutz stehendes ehemaliges Herrenhaus des Guts Bewersdorf.

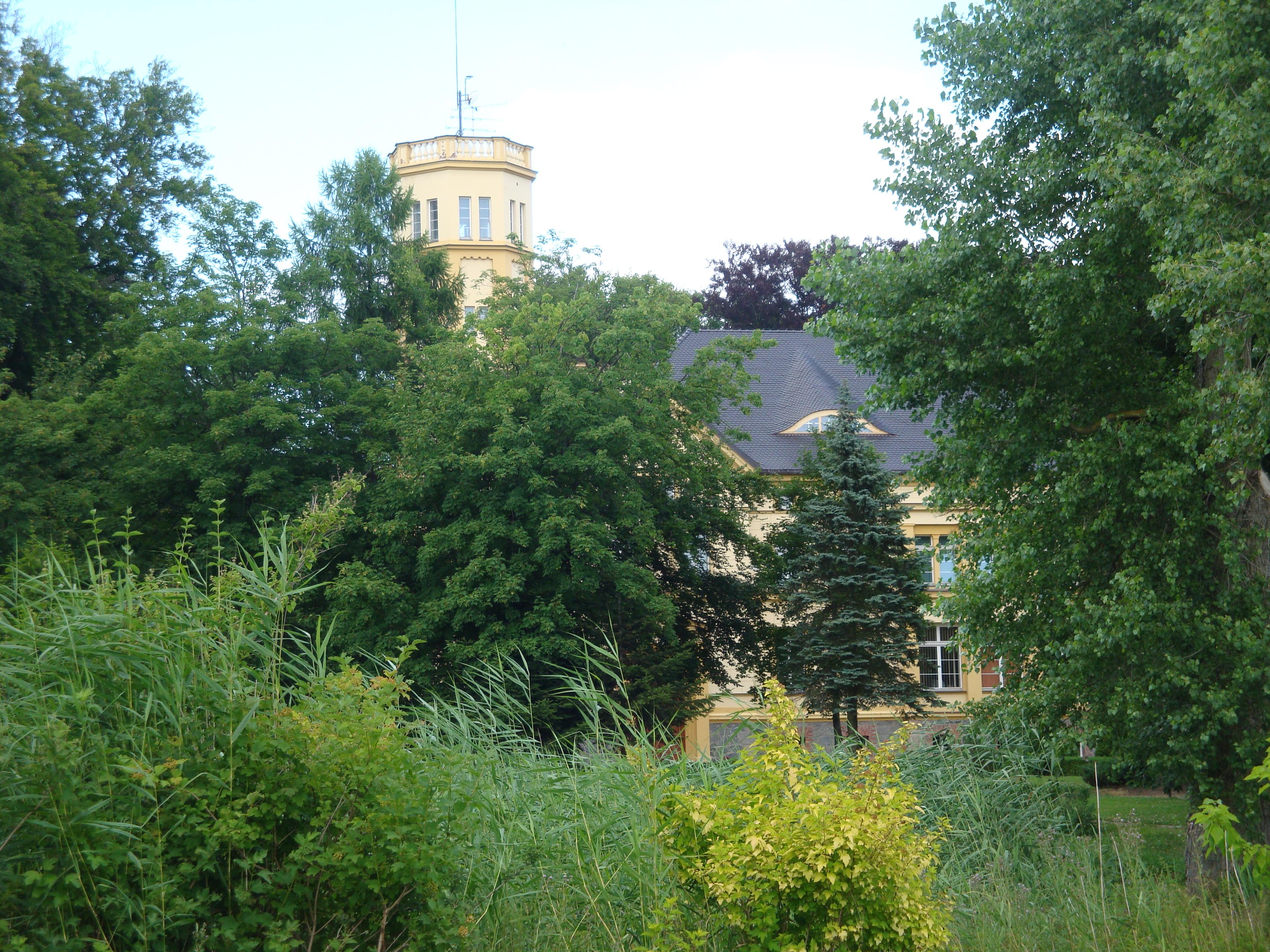
Ehemaliges Herrenhaus, Seitenansicht

Bobrowniki (deutsch Bewersdorf, früher Bewersdorff;  kaschubisch Bòbrowniczi) ist ein Dorf im Powiat Słupski (Stolper Kreis) der polnischen Woiwodschaft Pommern und gehört zur Landgemeinde Damnica (Hebrondamnitz).

## Geographische Lage
Das Dorf liegt in Hinterpommern, am westlichen Ufer der Lupow, unmittelbar an dem Flussübergang zum Nachbarort Damno (Dammen), etwa 26 Kilometer nordöstlich von Słupsk (Stolp).

## Geschichte
Das Rittergut Bewersdorf wird in Lehnsbriefen des 15. und 16. Jahrhunderts genannt. Später war es ein Lehen der Familie Zitzewitz. Von 1563 bis in das 19. Jahrhundert hinein war es Eigentum der Familie Somnitz. 
Im Jahre 1784 gab es hier ein Vorwerk, fünf Bauern, einen Halbbauer, vier Kossäten, eine Schmiede und ein Schulmeister bei insgesamt 28 Feuerstellen. Einbezogen war die zum Gut gehörende Kolonie Neu Bewersdorf.
1809 gelangte das Gut in den Besitz von Ernst Gustav von Mitzlaff auf Viatrow, der auch Dammen und Großendorf besaß. Der Regress zur Regulierung der gutsherrlichen und bäuerlichen Verhältnisse wurde am 4. September 1829 unterzeichnet. Im Jahre 1857 wurde das Vorwerk Franzhagen gebaut, und 1864/65 entstand das gutsherrliche Schloss mit einem 30 Meter hohen Turm, mitten in einem der schönsten Buchenparks Pommerns.
Nach 1875 wechselten die Besitzer häufig. Letzter Eigentümer war seit 1924 Wilhelm Steifensand auf Kuhnhof (Komnino). Das Gut war 845 Hektar groß bei 450 Hektar Ackerland.
Im Jahre 1910 zählte Bewersdorf 368 Einwohner. 1925 standen im Dorf 27 Wohngebäude. Am 1. April 1927 hatte das Gut Bewersdorf eine Flächengröße von 1094 Hektar, und am 16. Juni 1925 hatte der Gutsbezirk 407 Einwohner. Am 30. September 1928
wurde der Gutsbezirk Bewersdorf in eine Landgemeinde gleichen Namens umgewandelt.
Die Gemeindefläche war 1094 Hektar groß. Die Einwohnerzahl betrug 1933 noch 356 und sank bis 1939 auf 295.
Vor 1945 gehörte Bewersdorf zum Landkreis Stolp im Regierungsbezirk Köslin der preußischen Provinz Pommern des Deutschen Reichs. Bewersdorf war Sitz des gleichnamigen Amtsbezirks.
Gegen Ende des Zweiten Weltkriegs besetzte in der Nacht zum 9. März 1945 die Rote Armee das Dorf. Der Gutsinspektor Paeth wurde erschossen. Das Gut wurde geplündert, und Teile des Hausrats wurden in die Sowjetunion verbracht. Die sowjetischen Soldaten blieben bis 1951/52. Danach wurde das Dorf seitens der sowjetischen Besatzungsmacht der Volksrepublik Polen zur Verwaltung überlassen. Es kamen nun Polen in das Dorf, die Bewersdorf unter der polonisierten Ortsbezeichnung ‚Bobrowniki‘ verwalteten. Unter dem Druck der Besatzungsmacht hatten viele Dorfbewohner inzwischen ihr Dorf verlassen. Für Kinder von Familien, die im Dorf verblieben waren, wurde 1951 eine deutsche Schule eingerichtet, die etwa fünf Jahre lang bestand. Später wurden in der Bundesrepublik Deutschland 180 und in der DDR 50 Dorfbewohner aus Bewersdorf ermittelt.
Das Dorf ist heute ein Teil der Gmina Damnica im Powiat Słupski in der Woiwodschaft Pommern (1975–1998 Woiwodschaft Słupsk). Bobrowniki ist ein Schulzenamt, in das auch Skibin (Franzhagen) und Łojewo (Lojow) eingegliedert sind. Das Dorf hat heute etwa 860 Einwohner.

### Schule
In der 1932 dreistufigen Volksschule in Bewersdorf unterrichteten zwei Lehrer in drei Klassen 73 Schülerinnen und Schüler. Für Kinder der im Dorf zurückgebliebenen Deutschen gab es von 1951 bis ca. 1956 eine deutsche Schule.

### Amt/Standesamt Bewersdorf
Sechs Gemeinden bildeten vor 1945 den Amts- und Standesamtsbezirk Bewersdorf:
| - Bewersdorf - Dammen - Labehn | - Lojow - Viatrow (1938–45 Steinfurt) - Vieschen |

## Kirche
Die Bevölkerung von Bewersdorf war vor 1945 fast ausnahmslos evangelisch. 1925 wurde im Ort ein Bewohner katholischer Konfession gezählt. Das Dorf gehörte mit dreizehn anderen Orten zum Kirchspiel Dammen (heute polnisch: Damno) im Kirchenkreis Stolp-Altstadt in der Kirchenprovinz Pommern der Kirche der Altpreußischen Union.
Die seit 1945 und Vertreibung der einheimischen Dorfbewohner anwesende polnische Einwohnerschaft ist überwiegend katholisch. Das Dorf gehört zur katholischen Pfarrei, die in Damno (Dammen) ansässig ist und in das Dekanat Główczyce im Bistum Pelplin der Katholischen Kirche in Polen eingegliedert ist. Hier lebende evangelische Kirchenglieder sind in die Kreuzkirchengemeinde in Słupsk (Stolp) in der Diözese Pommern-Großpolen der Evangelisch-Augsburgischen Kirche in Polen eingepfarrt.

## Verkehr
Durch das Dorf führt eine Nebenstraße, die Stara Dąbrowa (Alt Damerow) an der polnischen Landesstraße 6 Stettin – Danzig (ehemalige deutsche Reichsstraße 2, heute auch Europastraße 28) mit Główczyce an der Woiwodschaftsstraße 213 Celbowo (Celbau) – Słupsk verbindet.
Bahnstation ist das fünf Kilometer entfernte Damnica an der Bahnstrecke Stargard Szczeciński–Danzig.